# 天主教萬巴教區
天主教邦多教區（拉丁語：Dioecesis Vambaënsis）是剛果民主共和國一個羅馬天主教教區，屬基桑加尼總教區。

## 歷史
教區前身是一個宗座代牧區，成立於1949年3月10日，1959年11月10日升為教區。

## 現況
教區位於東方省中部，2010年有教友196,000人（佔轄區總人口30.4%）、十九個堂區、四十四名司鐸。現任教區主教為讓維耶·卡塔卡·盧韋特。